# Impacto das mudanças climáticas no solo e sua microbiota

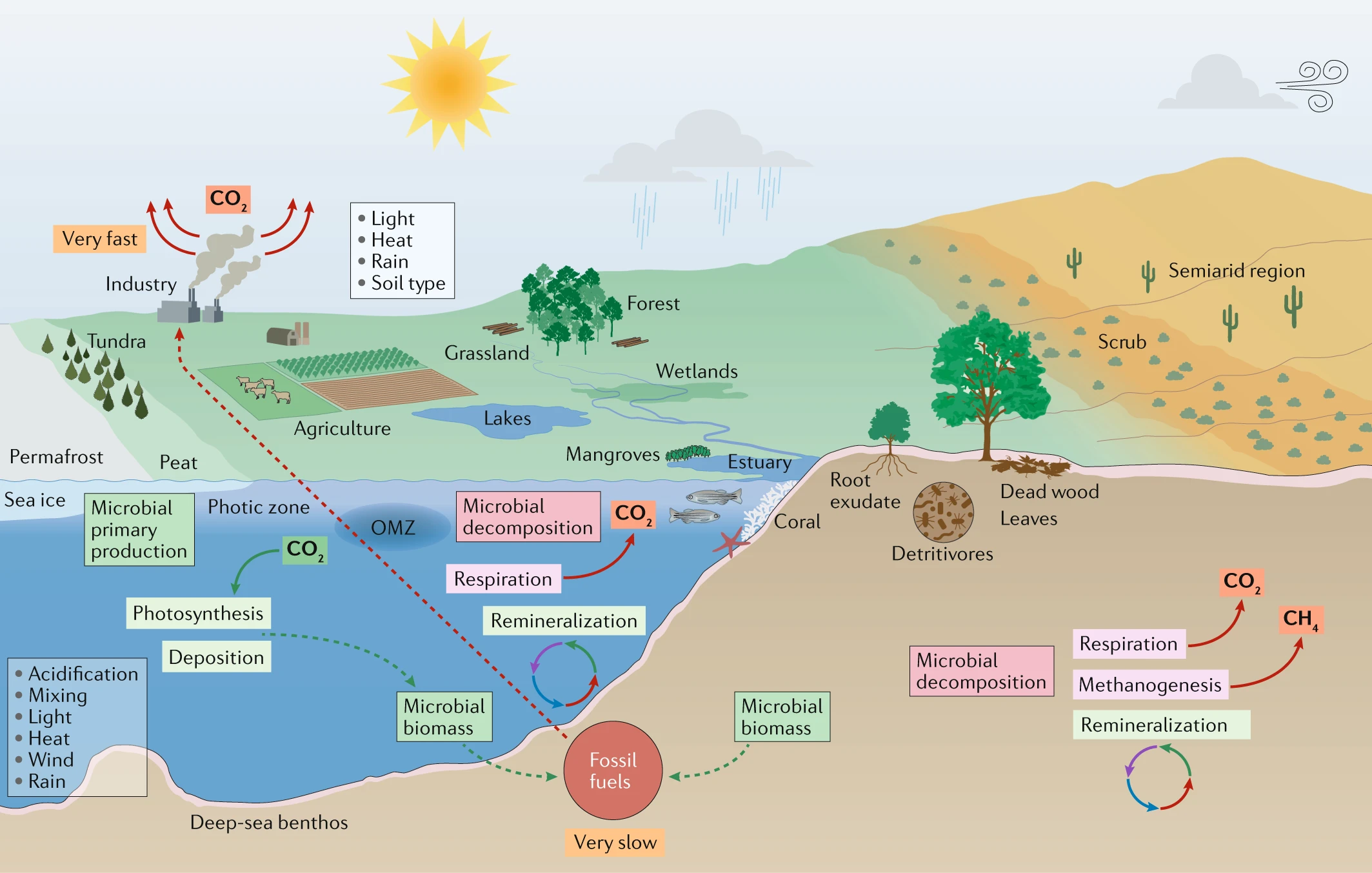
Contribuições Microbianas para o Ciclo do Carbono e para a Mudança Climática

O impacto das mudanças climáticas no solo e sua microbiota refere-se ao aumento da temperatura global e à alteração dos padrões climáticos, o que afeta significativamente os solos e suas comunidades microbianas. As consequências incluem a degradação do solo, a diminuição dos nutrientes, a erosão e alterações na composição dos microrganismos. Esses fatores podem comprometer a fertilidade do solo, a capacidade de reter água e a saúde dos ecossistemas, afetando, assim, a agricultura e a biodiversidade.
O aquecimento global e as mudanças climáticas resultam em alterações significativas nos padrões climáticos tanto globais quanto regionais, com destaque para o aumento da temperatura média da Terra. Esse fenômeno é amplificado principalmente pelas atividades humanas, como a queima de combustíveis fósseis, a destruição de florestas e a prática de agricultura intensiva, que aumentam a quantidade de gases de efeito estufa na atmosfera. As consequências desse processo incluem o aumento do nível do mar, a intensificação de fenômenos climáticos extremos, alterações nos ecossistemas e biodiversidade, além de afetar negativamente a saúde humana e a segurança alimentar.
Por outro lado, o solo é um dos ecossistemas mais diversos do planeta terra, albergando uma comunidade interactiva de bactérias, arqueas, vírus, fungos e protozoos, que se conhecem em conjunto como o "microbioma do solo". Seu meio abiótico é também muito variável, com poros cheios de ar e água que estão desligados entre si, além de recursos distribuídos de maneira irregular que podem actuar como áreas favoráveis para o ¨crescimento microbiano¨. Este meio é influenciado pelas plantas e os organismos do solo (por exemplo, insectos e lombrices), além de por variações na humidade, a temperatura e as condições redox, o que converte ao solo num sistema muito dinâmico.
Os solos e os microrganismos que os habitam são componentes cruciais dos ecossistemas terrestres, desempenhando papéis essenciais nos ciclos biogeoquímicos como os do carbono, nitrogênio, azufre e ferro; também mantendo a saúde das plantas, facilitando a descomposição da matéria orgânica, libertando nutrientes essenciais para o crescimento destas; e para a estabilidade geral do ecossistema contribuindo e estabilizando agregados do solo, melhorando sua estrutura, sua retenção de água e sua fertilidad.
Entender a interação entre o solo e os microrganismos é fundamental para prever e gerenciar os efeitos da mudança climática nos ecossistemas do solo. Esse conhecimento pode facilitar o desenvolvimento de estratégias para uma gestão sustentável do solo, a mitigação das mudanças climáticas e a melhoria da saúde dos ecossistemas.
É necessário realizar mais investigações, especialmente a nível microbiano e molecular, para otimizar os modelos climáticos e as estratégias de gestão. Como mencionado anteriormente, a pesquisa contínua sobre os microrganismos do solo é essencial para compreender o seu papel na mitigação e adaptação às mudanças climáticas. Os avanços nas técnicas moleculares e nos métodos de modelagem estão gerando novos conhecimentos sobre a diversidade, a função e a resiliência desses microrganismos. Essas informações são fundamentais para desenvolver estratégias que promovam a gestão sustentável dos ecossistemas do solo e reduzam os impactos negativos das mudanças climáticas

## Mudança Climática e seus Efeitos
Artigo principal: Mudança climática

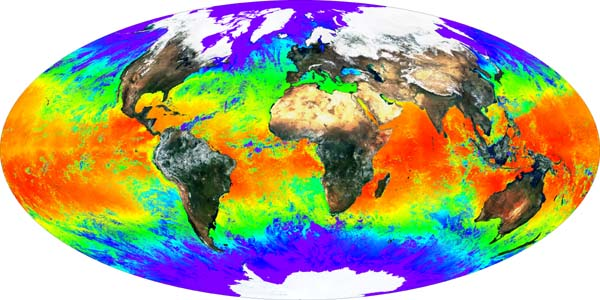
Temperatura na superfície terrestre ao começo da primavera de 2000

O clima é uma média do tempo atmosférico a uma escala de tempo dado que a Organização Meteorológica Mundial tem padronizado em 30 anos. Os diferentes climas correspondem-se principalmente com a latitud geográfica, a altitude, a distância ao mar, a orientação do relevo terrestre com respeito à insolação (vertentes de solana e umbría) e à direcção dos ventos (vertentes de Sotavento e barlovento) e, por último, as correntes marinhas. Estes factores e suas variações no tempo produzem mudanças nos principais elementos constituintes do clima: temperatura atmosférica, pressão atmosférica, ventos, humidade e precipitações.

Animação do mapa mundial da temperatura média mensal do ar da superfície.

Uma mudança na emissão de radiação solar, na composição da atmosfera, na disposição dos continentes, nas correntes marinhas ou na órbita da Terra pode modificar a distribuição de energia e o equilíbrio térmico, alterando assim profundamente o clima quando se trata de processos de longa duração.
Em última instância, para que se produza uma mudança climática global, deve actuar algum forzamiento climático, isto é, qualquer factor que incida no balanço de energia do sistema climático, modificando a quantidade de energia que o sistema recebe do Sol ou a quantidade de energia que o sistema perde por emissão desde a Terra ao espaço exterior. Os forzamientos podem ser as variações nos parâmetros orbitais da Terra, no albedo terrestre, na concentração de gases de efeito estufa, na concentração de aerossoles tanto de procedência natural, como são os procedentes de erupções vulcânicas, como os de origem antropogénico que procedem de actividades humanas, entre outros.
Outros factores, como a distribuição dos continentes, podem terminar afectando a algum dos forzamientos e induzir uma mudança climática global. Por exemplo, a ocupação do oceano equatorial por uma grande massa de terra, como ocorreu com o supercontinente Rodinia durante o Neoproterozoico, pode contribuir a uma maior reflexão de radiação solar, aumentando o albedo e produzindo verdadeiro enfriamiento que pode provocar a formação de gelo que, a sua vez, volta a aumentar o albedo, num ciclo conhecido como realimentación gelo-albedo. A fragmentação de Rodínia, que ocorreu há cerca de 700-800 milhões de anos, pode ter exposto uma maior quantidade de corteza terrestre à erosão pela chuva, o que teria aumentado a atividade do Ciclo geoquímico Carbonato-Silicato. Esse aumento no processo geológico teria contribuído para o sequestro de CO₂ atmosférico, levando a uma diminuição da temperatura, o que, por sua vez, teria induzido uma glaciação global, também conhecida como a Teoria da Bola de Neve.
A mudança climática atual é, de maneira muito provável, totalmente antropogênico e relaciona-se principalmente com a intensificação do efeito estufa devido às emissões industriais procedentes de queima-a de combustíveis fósseis. As contribuições prováveis dos forzamientos naturais e a variabilidad interna à mudança da temperatura global desde 1951 são insignificantes.

## Impacto da mudança climática nos Solos e seus microrganismos
A mudança climática exerce uma influência considerável nos solos, afectando tanto sua composição como sua funcionalidade. Os microorganismos do solo são cruciais para o ciclo do carbono e outros nutrientes. A resposta destes microorganismos à mudança climática pode influir na libertação ou retenção de carbono no solo, o que a sua vez tem envolvimentos significativos para a mitigação da mudança climática.
Alguns dos impactos específicos da mudança climática nos solos e seus microorganismos são:

### Aumento da temperatura
O aquecimento global leva ao aumento na temperatura do solo Alguns estudos predizem um aumento da temperatura global a aproximadamente 3,7°C para o ano 2100, esse aumento afeta diretamente o solo, suas comunidades microbianas e aos processos biogeoquímicos que ocorrem nele.
No curto prazo, o aquecimento acelera a descomposição da matéria orgânica do solo, libertando CO₂ à atmosfera. Em longo prazo, no entanto, o aquecimento pode esgotar o carbono lábil, o que leva a uma diminuição da respiração microbiana e a mudanças na composição das comunidades, este altero para sua vez pode resultar numa maior degradação do carbono recalcitrante e uma perda neta de carbono do solo.
Analisar o aquecimento do solo como um factor isolado representa um enfoque subóptimo, já que este fenómeno provavelmente se acompanha de outros factores relacionados com a mudança climática que também influem no ciclo do carbono. Isto inclui não só a diminuição da humidade do solo, sina também o aumento de CO2 atmosférico.

### Elevação do dióxido de carbono (CO₂)
O aumento dos níveis de CO₂ atmosférico tem efeitos diretos e indiretos no microbioma do solo. O CO₂ estimula o crescimento das plantas, o que leva a um aumento da rizodeposición (a libertação de carbono das raízes ao solo). Isso pode aumentar a biomassa microbiana e a actividade no curto prazo, mas em longo prazo, a disponibilidade de nitrogênio pode se ver limitada, o que leva a uma diminuição no ciclo do carbono do solo.

### Seca

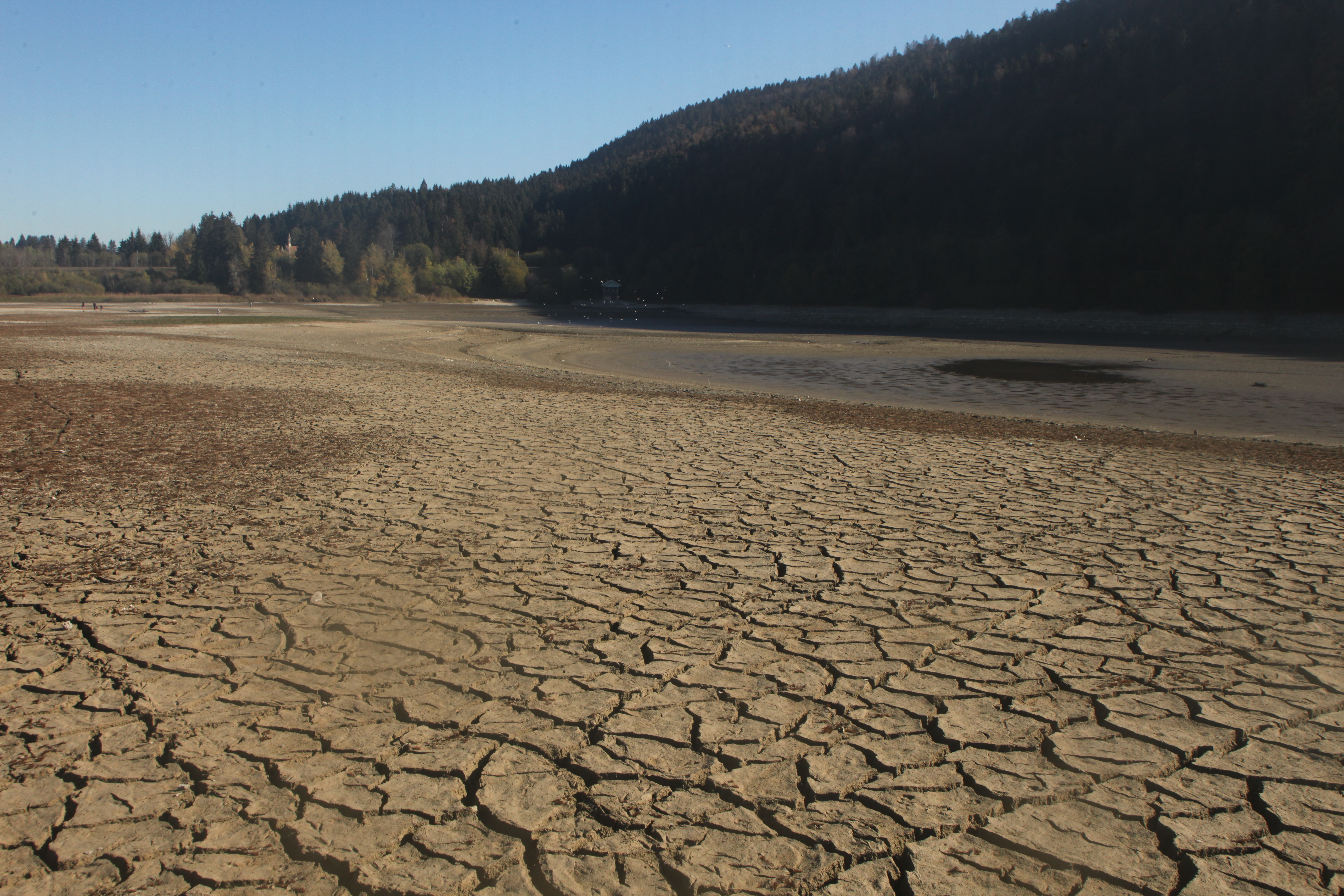
O lago do Embudo em outubro de 2018, período de grande seca

Consequentemente devido à mudança climática, espera-se que aumente a frequência e intensidade das secas em muitas regiões do mundo. Isto anterior devido a sua influência na redução da humidade do solo, o que afecta a actividade microbiana e a descomposição da matéria orgânica. O que pode levar a uma diminuição da respiração do solo e a uma menor libertação de CO₂ à atmosfera.
No entanto, a seca também pode afectar a estrutura da comunidade microbiana, a reduzindo em general, mas também pode provocar mudanças na composição desta comunidade, favorecendo aos microorganismos tolerantes à dessecação.
Alguns microorganismos podem produzir Osmolitos para reter a turgor celular ou entrar num estado fisiológico latente para sobreviver à seca.

### Aumento das precipitações e inundações
Em algumas regiões, a mudança climática está a provocar um aumento das precipitações e as inundações. O excesso de humidade do solo pode criar condições anaeróbicas, o que favorece a metanogénese (produção de metano) e a desnitrificação (libertação de óxido nitroso). Estes gases de efeito estufa têm um maior potencial de aquecimento global que o CO₂.
Por outro lado, com o aumento da umidade do solo, os poros se preenchem de água, tornando-se anaeróbicos, o que cria condições favoráveis para processos como a metanogênese e a desnitrificação, podendo resultar na emissão de CH₄ e N₂O.  As variações na umidade e na vegetação, em decorrência das mudanças nos padrões de precipitação, podem gerar respostas diferentes nas comunidades microbianas. Por isso, é recomendável o desenvolvimento de modelos metabólicos preditivos que permitam realizar simulações mais precisas em cenários climáticos futuros.

### Incêndios

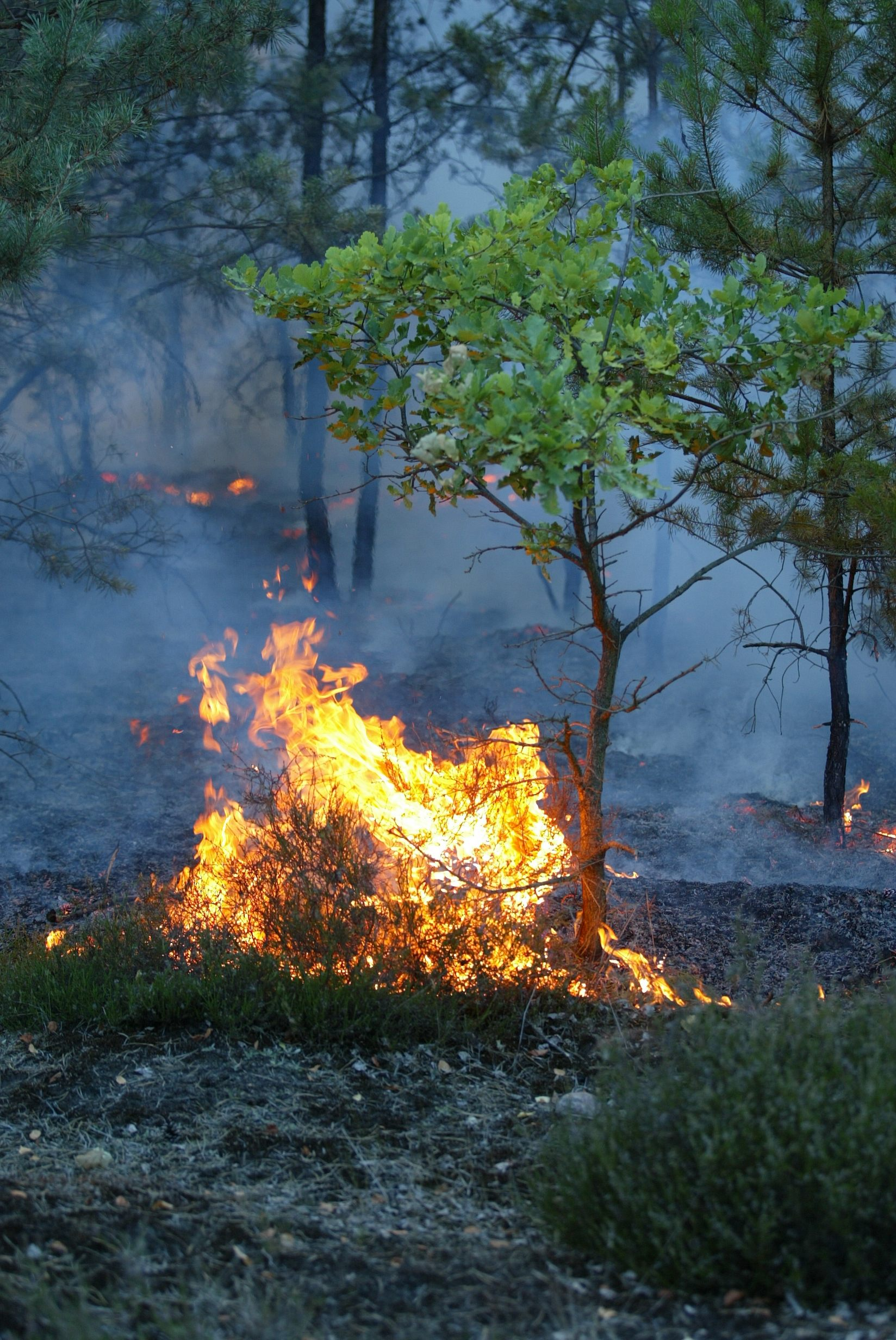
Incêndio florestal no estado de Brandeburgo, verão de 2003

A nível global, os incêndios estão a aumentar tanto em frequência como em intensidade, impulsionados por temporadas de fogo mais longas e secas, assim como por práticas de manejo de terras insustentáveis. Esses fatores, que incluem a mudança climática e a desflorestação, contribuem para condições que favorecem a propagação de incêndios. A combinação de maior sequidão no clima e métodos agrícolas inadequados não só aumenta o risco de incêndios, mas também dificulta a recuperação dos ecossistemas afetados. Isso gera um ciclo preocupante, onde os incêndios se tornam mais comuns e devastadores, afetando tanto a biodiversidade quanto a qualidade do ar e do solo.
Os incêndios têm um impacto dramático nos solos, queimando a matéria orgânica, alterando a estrutura do solo e afetando as comunidades microbianas. Os incêndios podem liberar grandes quantidades de carbono para a atmosfera, contribuindo para o aquecimento global.

### Interações entre reinos
As mudanças nas condições climáticas podem afectar as interacções entre diferentes reinos, como plantas e microorganismos, com consequências para o ciclo do carbono. Por exemplo, a mudança climática pode alterar a quantidade e a composição dos exudados das raízes, que são uma fonte importante de carbono para os microorganismos do solo.
No entanto, não todos os membros de uma comunidade, nem sequer as células de uma população específica, estão ativas num momento dado. A actividade rege-se por uma complexa interacção da regulação genética que determina que genes se expressam e o acesso aos recursos. A variabilidad na humidade, a temperatura e a química atmosférica local no solo afecta a resposta fenotípica do microbioma do solo, gerando retroalimentação com a mudança climática.

### Impactos indiretos e futuro
Além destes efeitos diretos, a mudança climática também pode ter impactos indiretos nos solos através de mudanças na vegetação. Por exemplo, o aumento das temperaturas pode favorecer às espécies de plantas C4 sobre as C3, o que pode alterar a quantidade e a qualidade da matéria orgânica que ingressa ao solo. Estas mudanças na vegetação podem ter impactos significativos nas comunidades microbianas do solo e nos processos biogeoquímicos.
Compreender o impacto da mudança climática nos solos é crucial para predizer as futuras emissões de gases de efeito invernadero e para desenvolver estratégias de mitigação. Os solos jogam um papel importante no ciclo global do carbono e as mudanças em seu funcionamento podem ter consequências significativas para o clima global.

## Consequências para a Agricultura e a Segurança Alimentar
A mudança climática está impactando os solos de várias maneiras, o que traz profundas implicações para a agricultura e a segurança alimentar. Esses efeitos induzidos pelo clima podem resultar em uma série de problemas significativos:

### Rendimentos dos cultivos
A degradação do solo é um problema ambiental crítico que se manifesta através da erosão, a compactação e a perda de matéria orgânica. Estes factores, combinados com práticas agrícolas insostenibles, provocam uma redução da fertilidad do solo. A fertilidad é essencial para o crescimento saudável dos cultivos, já que determina a capacidade do solo para proporcionar nutrientes, água e um ambiente adequado para as raízes.

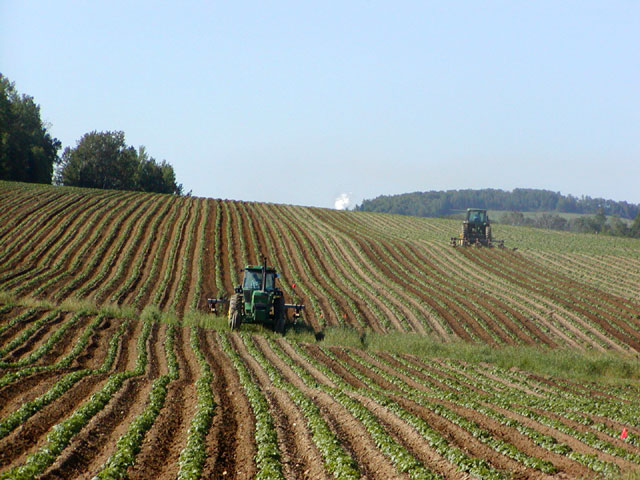
Tractores trabalhando num campo de batatas (papas), em Fort Fairfield (Maine), EE.UU. Exemplo de praticas agrícolas.

### Qualidade dos alimentos
As mudanças nos níveis de nutrientes e a composição do solo podem afectar à qualidade nutricional dos cultivos alimentares. A alteração da disponibilidade de nutrientes essenciais, como nitrogênio, fósforo e potássio, impacta negativamente na saúde das plantas. Quando os solos se voltam menos fértiles, os cultivos não podem se desenvolver de maneira óptima, o que se traduz em rendimentos reduzidos. Isto não só afecta a quantidade de alimentos produzidos, sina que também pode influir na qualidade destes, afectando o valor nutricional que estes oferecem. Como resultado, a diminuição da produção de alimentos gera uma série de problemas sociais e económicos, como o aumento da insegurança alimentar e o encarecimiento dos produtos básicos.

### Disponibilidade de água
Mudanças na estrutura do solo, a retenção de água e os padrões de precipitação induzidos pelo clima podem provocar uma escassez de água para a irrigação dos cultivos. O estresse hídrico reduz o crescimento das plantas, diminui o rendimento dos cultivos e aumenta a vulnerabilidade dos cultivos às pragas e doenças.

### Pragas e doenças
Condições climáticas cambiantes podem criar meios mais favoráveis para as pragas e doenças das plantas, o que leva a uma maior incidência e gravidade dos surto. O aumento das temperaturas e as mudanças na humidade podem afectar os ciclos de vida das pragas, os padrões de migração e as interacções com os hóspedes das plantas, o que propõe desafios adicionais para o manejo de pragas.

## Soluções e Mitigação
É importante compreender melhor os impactos das mudanças climáticas nos microrganismos do solo e no ciclo do carbono para desenvolver estratégias de mitigação e adaptação para a agricultura e a segurança alimentar.
Algumas estratégias podem ser mencionadas para mitigar os impactos negativos das mudanças climáticas nos solos, com foco na manipulação do microbioma do solo e em práticas de manejo sustentável:

### Manipulação do Microbioma do Solo

#### Sequestro de Carbono
Melhorar a capacidade do solo para sequestrar carbono, reduzindo assim as emissões de gases de efeito estufa. Esse processo envolve a interação complexa entre as plantas, os microrganismos do solo e a matéria orgânica do solo.
○ As plantas absorvem CO2 da atmosfera e libertam uma parte significativa (até um 20%) na rizosfera através da exudación de raízes, as células desprendidas da cofia radicular e os fungos micorrízicos.
○ Esta entrada de carbono estimula aos organismos simbióticos e de vida livre no solo, que transformam bioquímicamente o carbono e o distribuem através da matriz do solo.

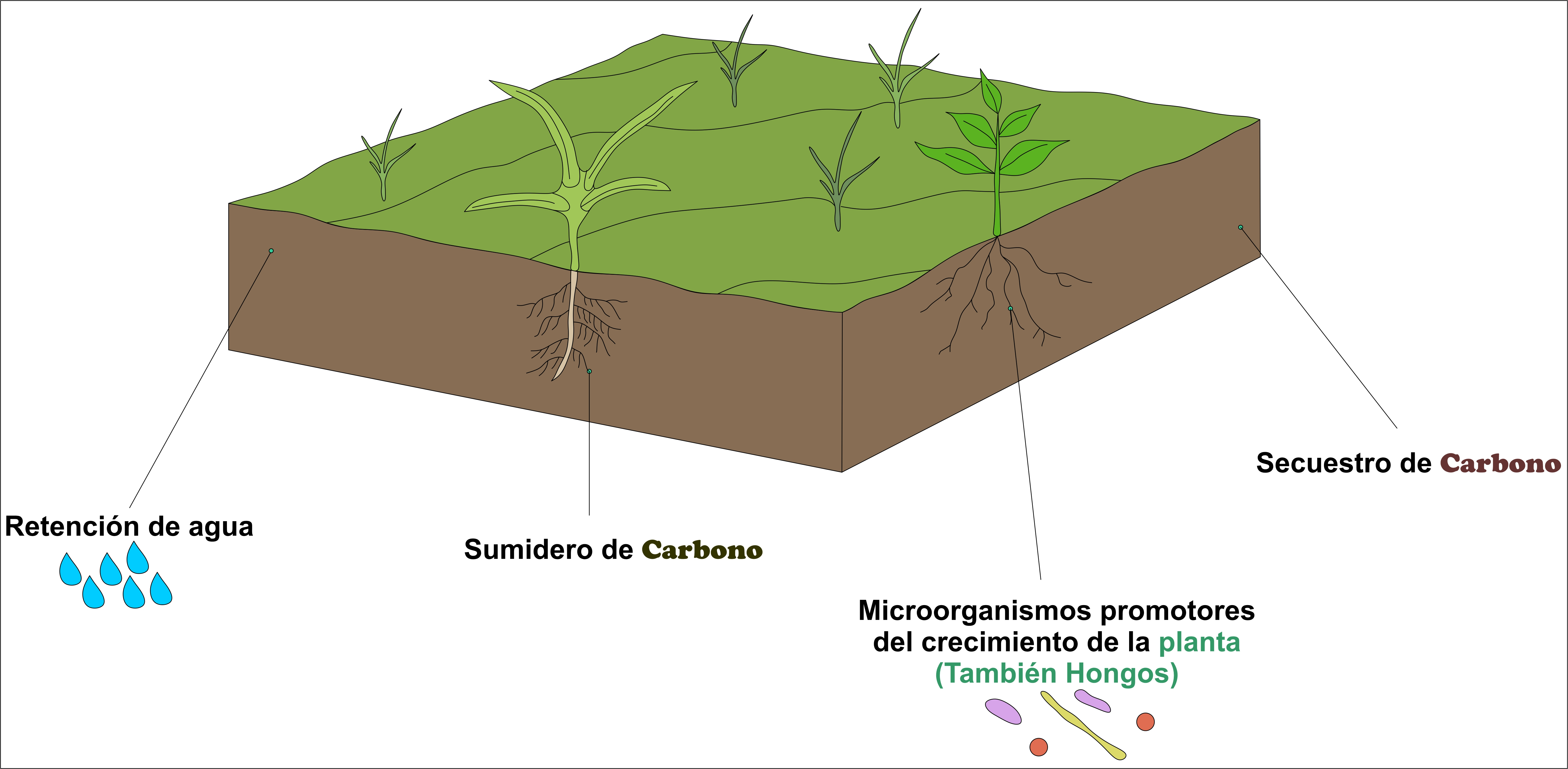
Microbioma do solo com a que se podem mitigar os efeitos negativos da mudança climática

○ As bactérias e os fungos do solo desempenham um papel fundamental na produção de polímeros de carbono que facilitam a formação de agregados do solo, o que leva à oclusión do carbono do solo e seu armazenamento em longo prazo.

#### Biodiversidade do Solo
Demonstrou-se que os solos com maior biodiversidade têm uma maior capacidade para sequestrar carbono. Isto sublinha a importância de promover a diversidade microbiana do solo para melhorar a mitigação da mudança climática.

#### Probióticos Ambientais
A investigação centra-se no uso de inoculantes como "probióticos ambientais" para melhorar a saúde do solo e a resiliência à mudança climática. Estes inoculantes podem incluir microorganismos beneficiosos que melhoram o sequestro de carbono, o ciclo de nutrientes e a resistência ao estrés.

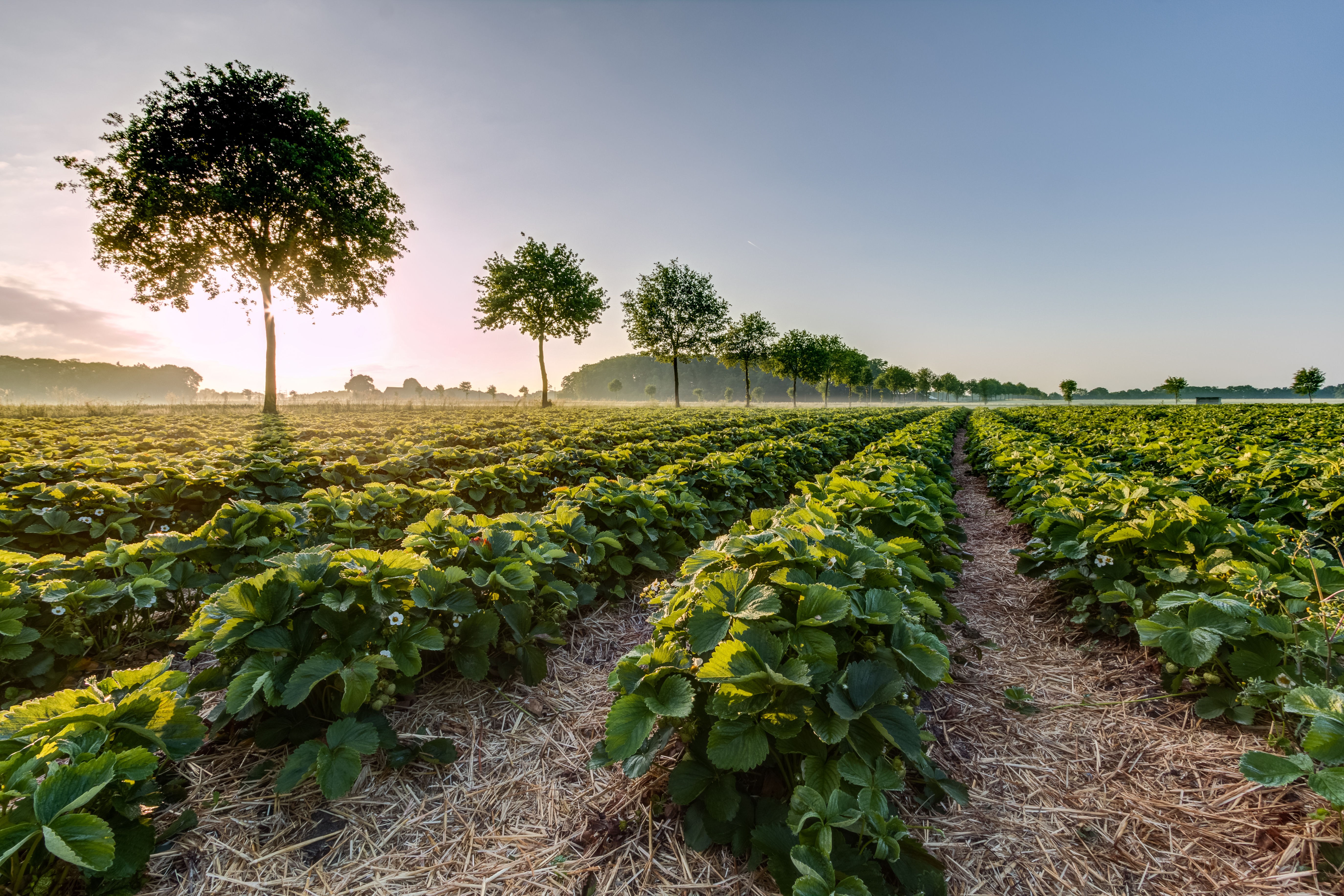
Campo de fresas na comunidade agrícola de Dernekamp, Kirchspiel, Dülmen, Renania do Norte-Westfalia, Alemanha

### Práticas de Manejo Sustentável do Solo

#### Agricultura semLavoura, Agricultura de Cobertura eRotação de Culturas
Estas práticas recomendam-se para melhorar a saúde do solo, aumentar o sequestro de carbono e melhorar a resiliência aos impactos climáticos.
○ A agricultura sem labranza reduz a perturbação do solo, promovendo a acumulação de matéria orgânica e melhorando a retenção de água.
○ A agricultura de cobertura protege o solo da erosão, melhora a infiltración de água e proporciona habitat para os microorganismos beneficiosos.
○ A rotação de cultivos interrompe os ciclos de pragas e doenças e melhora a fertilidad do solo.

#### Manejo da Matéria Orgânica do Solo
A adição de matéria orgânica ao solo, como abonos verdes e resíduos de cultivos, melhora a estrutura do solo, a retenção de água e a actividade microbiana.

#### Manejo Integrado de Pragas e Doenças
Reduzir a dependência dos pesticidas sintéticos e promover práticas de controle biológico de pragas pode ajudar a preservar a biodiversidade do solo e minimizar os impactos negativos nos microorganismos beneficiosos.

## Investigação Futura
É essencial abordar estes desafios mediante a investigação e o desenvolvimento de estratégias sustentáveis para gerir os recursos do solo e garantir a produção de alimentos para uma população mundial em crescimento.
Compreender e mitigar os impactos das mudanças climáticas nos solos é crucial para garantir a segurança alimentar e a sustentabilidade agrícola a longo prazo. Ao investir nessas áreas de pesquisa futura, podemos obter o conhecimento necessário para desenvolver estratégias eficazes que preservem os ecossistemas do solo, melhorem a produtividade das culturas e nos ajudem a nos adaptar aos desafios das mudanças climáticas.
Podem ser mencionadas várias áreas promissoras para a pesquisa sobre a mitigação dos impactos das mudanças climáticas nos solos:

### Compreender a Complexidade das Interacções do Microbioma do Solo

#### Interações entre Reinos
Aprofundar a compreensão de como as mudanças climáticas impactam as interações entre os diferentes reinos do solo, como bactérias, fungos, protozoários e nematóides, é essencial para entender os efeitos do clima nas funções do solo. A pesquisa deve se concentrar no fluxo de carbono associado a essas interações e em como as alterações induzidas pelo clima podem afetar o equilíbrio e a função do ecossistema do solo.

#### Redundância Funcional
Pesquisar o papel da redundância funcional na resistência e resiliência do microbioma do solo à mudança climática. Determinar se diferentes espécies microbianas podem realizar funções similares e como essa redundância contribui para a estabilidade do ecossistema em condições variáveis.

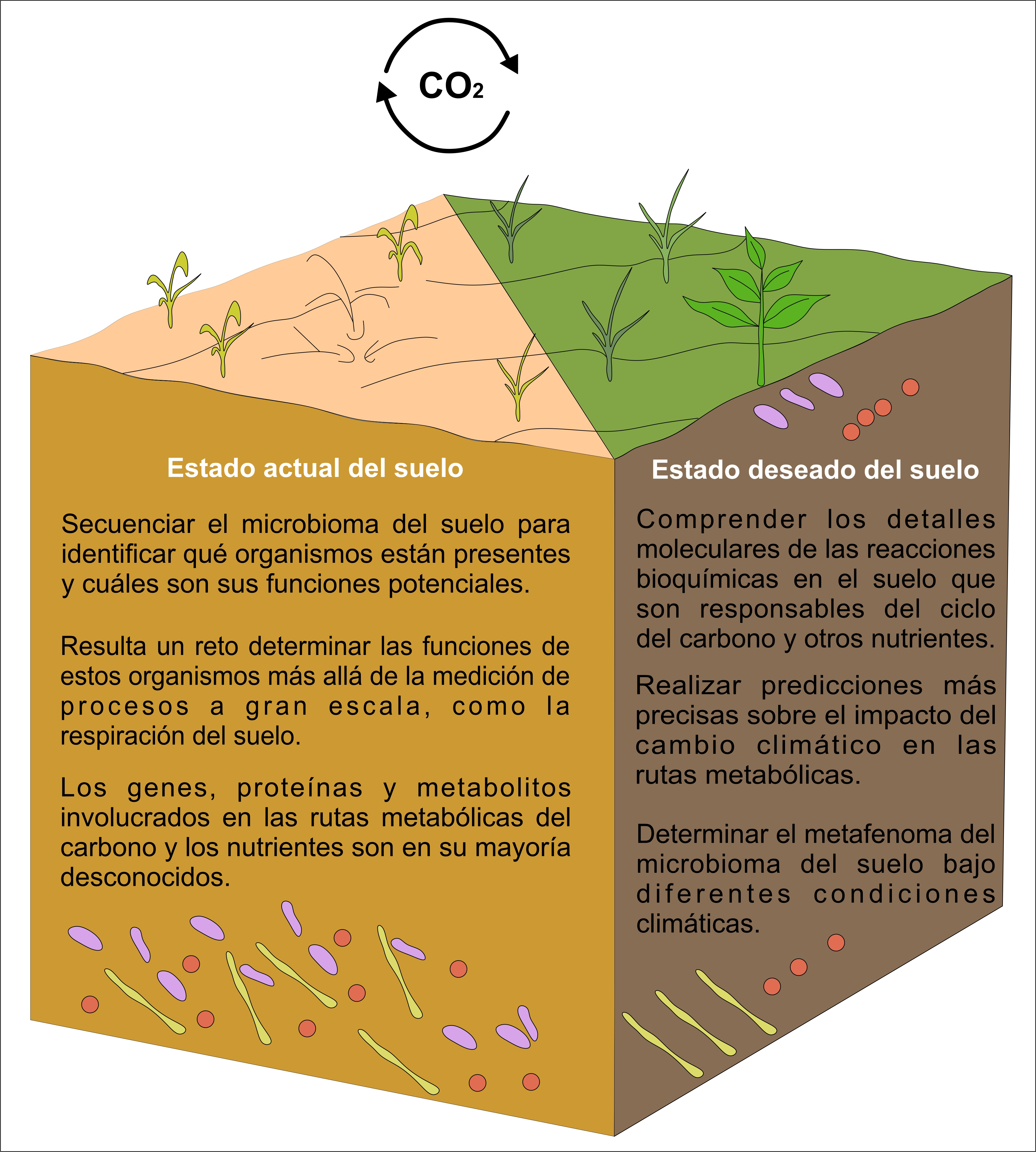
Estado atual e desejado a futuro com técnicas baseadas na microbiota do solo

### Desenvolver Ferramentas Analíticas Avançadas

#### Sondagem de Isótopos Estáveis (SIP)
Ampliar o uso de técnicas SIP para rastrear o destino do carbono nos solos e quantificar as contribuições específicas de taxones aos processos biogeoquímicos. Desenvolver novas metodologias SIP, como qSIP, para medir as taxas de crescimento e assimilação de carbono de populações microbianas individuais em comunidades complexas.

#### Enfoques Multiómicos
Integrar dados de metagenômica, metatranscriptômica, metaproteômica e metabolômica para obter uma compreensão mais completa da composição, função e resposta do microbioma do solo às mudanças climáticas. Este enfoque pode ajudar a identificar genes, proteínas e metabolitos chave envolvidos nas vias metabólicas do carbono e os nutrientes, o que permite uma melhor predição dos impactos da mudança climática.

### Ligar a Investigação de Laboratório com Estudos de Campo

#### Mesocosmos e Dispositivos Microfabricados
Desenvolver mesocosmos e dispositivos microfabricados que imitem o microambiente do solo e permitam a visualização direta dos processos microbianos . Estas ferramentas podem ajudar a fechar a brecha entre os estudos de laboratório e de campo, proporcionando informação sobre as interacções microbianas e os processos biogeoquímicos num meio mais realista.

#### Integração de Dados e Modelos
Integrar dados de experimentos de laboratório, estudos de campo e modelos para melhorar as predições dos impactos da mudança climática no ciclo do carbono do solo. Este enfoque interdisciplinario pode conduzir a um melhor entendimento das complexas interacções entre os microbios do solo, as plantas e o meio ambiente.

### Explorar Soluções Inovadoras

#### Engenharia do Microbioma do Solo
Investigar a possibilidade de projetar comunidades microbianas do solo para melhorar o sequestro de carbono, o ciclo de nutrientes e a resistência ao estresse. Isso poderia implicar a introdução de microrganismos benéficos ou a manipulação das condições do solo para promover o crescimento de comunidades microbianas desejáveis.

#### Biocarbón como Emenda do Solo
Estudar mais a fundo o potencial do biochar como emenda do solo para melhorar o sequestro de carbono e a fertilidad do solo. O biocarbón, um material rico em carbono produzido pela pirólise da biomassa, pode sequestrar carbono no solo durante longos períodos e melhorar as propriedades físicas e químicas do solo.